# Jürgen Partenheimer
Jürgen Partenheimer (* 14. Mai 1947 in München) ist ein deutscher Künstler.

## Leben
Jürgen Partenheimer wuchs in Lübeck und München auf. Nach dem Besuch des Gymnasiums Icking begann er 1968 ein Studium der Philosophie und Kunstgeschichte bei Ernesto Grassi, Hermann Bauer und Wolfgang Braunfels an der Ludwig-Maximilians-Universität München. 1969 folgte die Durchquerung der Sahara und 1970 ein Columbus-Stipendium für die Brandeis University, Massachusetts. Partenheimer entschied sich jedoch für die University of Arizona, Tucson, wo er freie Kunst studierte. 1971 unternahm er eine Reise nach Mexiko, Belize, Guatemala und Honduras. Es entstanden vier Reise-Skizzenbücher, die mit den Künstlerbüchern ausgestellt wurden (Wienand Verlag, Köln, 2004). 1972 erhielt er eine Einladung durch den spanischen Künstler Fernando Zobel nach Cuenca in Verbindung mit dem Museo de Arte Abstracto Español, Cuenca, wo er die Künstler Gustavo Torner, Sempere, Gerardo Rueda und Eduardo Chillida kennenlernte. 1973 folgte die Einladung ans Art Department der University of Arizona als „teaching assistant“ und der Abschluss des Kunststudiums mit dem Master of Fine Arts (MFA). Rückkehr nach München, Fortsetzung des Studiums. 1974 begann Partenheimer ein Promotionsstipendium der LMU, sowie Forschungsstipendium des Freistaates Bayern für das Musée d’Art Moderne de la Ville de Paris. Er hatte eine Freundschaft mit Carola Giedion-Welcker, die seine Dissertation über die Fotografie von Constantin Brâncuși begleitet. 1976 erfolgte die Promotion zum Dr. phil. an der LMU bei Wolfgang Braunfels.
1974 heiratete Partenheimer Annette Holzmann. 1976 wurde eine Tochter geboren, 1977 und 1979 die Söhne. Er lebt mit seiner Frau in der Nähe von Köln.
Ende der 1970er Jahre erfolgte sein Umzug nach Düsseldorf, wo er als wissenschaftlicher Mitarbeiter und Kurator an der Kunsthalle Düsseldorf unter Jürgen Harten arbeitete, der ihn später, nach der Entscheidung die Kunsthalle zugunsten uneingeschränkter künstlerischer Arbeit zu verlassen, zu einer Ausstellung in die Kunsthalle einlädt. 1979 hatte er seine erste Galerieausstellung in der Richard Demarco Gallery, Edinburgh.
1980 erhielt er ein Arbeitsstipendium des BDI. Nach der Teilnahme an der XI. Biennale von Paris unternahm er Reisen nach Ecuador und Kolumbien mit der Besteigung des Chimborazzo auf den Spuren Alexander von Humboldts. 1981 erhält er den Canada Council Grant for Foreign Visiting Artists für einen Gastaufenthalt in Montréal, Vortrag an der Concordia University und Ausstellung in der Articule Gallery. Im selben Jahr nahm er an der XVI. Biennale São Paulo in der Sektion „Nukleus I“ teil und wurde zu einer Ausstellung mit Vortrag nach Amsterdam in die Stiftung De Appel eingeladen. 1982 erhielt Partenheimer den NEA Grant (National Endowment for the Arts), New York für eine Ausstellung bei Franklin Furnace, New York sowie die Ausstellung im Artists Space, New York. In Düsseldorf erfolgte die Auszeichnung mit dem Großen NRW-Förderpreis für bildende Kunst. Von 1983 bis 1985 wirkte er als „Visiting Artist“ und „Distinguished Visiting Professor“ am San Francisco Art Institute und der University of California at Davis. Partenheimer stellte 1984 in der Uptown Gallery von Leo Castelli in New York aus. Während der Zeit in New York lernte er Jasper Johns kennen, den er in seinem Haus in Upstate New York besuchte.
Nach seiner Rückkehr nach Deutschland mit einer Einzelausstellung im Kunstraum München unterrichtete er ab 1985 als Gast an der Staatlichen Kunstakademie Düsseldorf und nahm an Übersichtsausstellungen im Kunstmuseum Düsseldorf, Kunstmuseum Bern und in der Nationalgalerie Berlin (Deutsche Kunst 1945–1985) teil. 1986 erfolgte seine Teilnahme an der XLII Biennale von Venedig und er wurde als „artist in residence“ an die Glassel School of Art des Museum of Fine Arts, Houston, Texas eingeladen. 1987 erhielt er eine Einladung, an der Rijksakademie van beeldende kunsten in Amsterdam zu unterrichten. Als „Artist in residence“ wirkte er im Fine Arts Work Center, Provincetown, Massachusetts. 1988 hatte Partenheimer eine Einzelausstellung „Verwandlung-Heimkehr“ in der Nationalgalerie Berlin und die Teilnahme an der internationalen Ausstellung „Signaturen“ im Museum van Hedendaagse Kunst, Gent. 1989 zeigte Rolf Wedewer die erste Retrospektive seiner Zeichnungen, die anschließend an das Kunstmuseum Düsseldorf und das Kunstmuseum St. Gallen, Schweiz wanderte. Die Fondacion Miró Barcelona zeigte seine Arbeit auf der ersten Triennale der Zeichnung.
1990 lud Werner Hofmann Partenheimer zu einer Ausstellung über sein zeichnerisches Werk in die Hamburger Kunsthalle. In San Francisco in der Limestone Press entstand während einer „artist in residence“ Einladung das Künstlerbuch „Giant Wall“, das vom Museum of Modern Art, New York erworben und in der Ausstellung „A century of artists books“ 1994 im Museum of Modern Art, New York ausgestellt wurde. 1991 schrieb Jürgen Partenheimer sein poetisches Manifest „De coloribus – Versuch über die Farben“, herausgegeben von Art Book, Amsterdam und Limestone Press, San Francisco. Zwischen 1991 und 1994 unterrichtete er am Edinburgh College of Art in Schottland, an der Internationalen Sommerakademie für Bildende Kunst Salzburg und war Gast des ARTELEKU, San Sebastian. 1993 hatte er eine Ausstellung im Gemeentemuseum Den Haag und im Städel Frankfurt unter dem Titel „Narrow Gates“. 1995 erhielt Partenheimer den Preis der Kunstkritik von Madrid für die beste Ausstellung der Saison. 1996 unternahm er seine erste Reise nach China. 1997 war er zu Gast im Institute for Research in Art, Graphicstudio, Tampa, Florida und arbeitete danach bei Garner Tullis in New York an der Serie „Borderlines“. 1997 hatte er eine Einzelausstellung seines Werkes im Stedelijk Museum, Amsterdam und die Skulptur „Weltachse“ wird im Vondelpark der Stadt aufgestellt. 1998 folgte die zweite Reise nach China und Eröffnung seiner Ausstellung im Institut Valencià d’Art Modern, die auch im Contemporary Art Museum, Tampa gezeigt wird. Im selben Jahr zeigte die Kunsthalle Karlsruhe eine Übersicht zum zeichnerischen Werk. 1999 hatte er eine Ausstellung im Museum für zeitgenössische Kunst, CGAC in Santiago de Compostela über das malerische und skulpturale Werk.

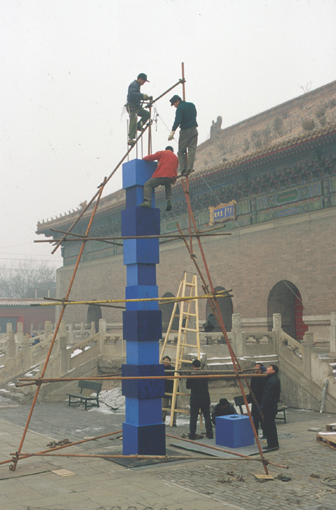
Jürgen Partenheimer, Nationalmuseum Peking, „Weltachse“, Kaiserliches Staatsarchiv, 2000

Im Jahr 2000 wurde ihm als erstem deutschen zeitgenössischen Künstler in China eine umfassende Retrospektive in den Nationalmuseen von Peking und Nanking gewidmet, die von außergewöhnlicher Resonanz in den Medien begleitet wurde. Seine Skulptur „Weltachse“ wird im Außenbezirk der „Verbotenen Stadt“ aufgestellt. 2001 fand im Kunstmuseum Bonn aus diesem Anlass das erste deutsch-chinesische Symposium zum kulturellen Dialog beider Länder statt, dem unter anderen Xu Huping, Direktor des Nanking Museums angehört. Im Innenhof des Gemeente Museums Den Haag wurde die Skulptur „Weltachse“ für die Dauer eines Jahres ausgestellt. 2002 lud Jan Hoet Partenheimer zu einer umfangreichen Präsentation seines Werkes in das Museum S.M.A.K. nach Gent ein, wo er zur selben Zeit als „artist in residence“ mit dem Künstlerbuch Verlag Ergo Pers ein Buch herausgab. Die Werkgruppe „Römisches Tagebuch“, 34 Arbeiten auf Papier, wurde 2004 in einer Einzelausstellung des Künstlers im Museum Pinacoteca Do Estado de São Paulo gezeigt. In Gent entstand bei Ergo Pers in Zusammenarbeit mit Cees Nooteboom ein Buch für eine Ausstellung der Künstlerbücher im Sinclair Haus, Bad Homburg. 2004 wurde Jürgen Partenheimer der Preis für Bildende Kunst der Kulturstiftung Dortmund verliehen. Bundespräsident Rau ehrte ihn für die herausragende Individualität des Werkes und das persönliche Engagement für internationale kulturelle Dialoge mit dem Bundesverdienstkreuz erster Klasse. Im selben Jahr wurde er als Referent zum 8. Philosophicum nach Lech in Österreich eingeladen. 2005 war er Gast im Copan, der berühmtesten Wohnhausarchitektur Oskar Niemeyers in São Paulo, in Zusammenarbeit mit dem Goethe-Institut São Paulo, dem Museum Pinacoteca Do Estado und der Organisation EXO experimental. 2006 erschien im Richter Verlag Düsseldorf anlässlich einer Ausstellung in der Staatlichen Kunsthalle Karlsruhe und der Pinakothek in São Paulo ein umfangreiches Buch zu den Zeichnungszyklen „Römisches Tagebuch“ und „Diario paulistano“. Im gleichen Jahr sprechen Chris Dercon und Jürgen Partenheimer in einer öffentlichen Veranstaltung im Haus der Kunst München über die Werkgruppe „Das Sao Paulo Tagebuch“ zu der die Schauspielerin Anna Böger aus dem Ensemble der Kammerspiele in München Texte von Jürgen Partenheimer liest. Als Gast war Partenheimer im Nietzsche-Haus in Sils-Maria für einen Arbeitsaufenthalt, in dem ein neuer Zyklus von Arbeiten auf Papier entstand, der 2007 mit ausgewählten Zeichnungen aus dem „Römischen Tagebuch“ und dem „Diario paulistano“ dort gezeigt wurde.
2008 richtete die IKON Gallery in Birmingham eine umfassende Ausstellung der Werke von Jürgen Partenheimer aus, die von einem „off site“ Projekt in Birminghams „Perrott’s Folly“ begleitet wurde. Die Ausstellung wird später in abgewandelter Form vom Kunstmuseum Bonn übernommen. Von 2009 bis 2001 folgen raumbezogene Ausstellungen für das Museum Chasa Jaura in der Schweiz, die Kunsthalle zu Kiel und das Mies van der Rohe Haus in Berlin. 2011 erhielt Partenheimer den NIROX Residency Award für einen mehrmonatigen Aufenthalt in Südafrika, begleitet von einer Ausstellung im Nirox Project Space in Johannesburg und einem Künstlerbuch, „Seeds and Tracks & Folded Spirits“, herausgegeben von David Krut Projects, Johannesburg/New York. Im Zusammenhang des „Schaustelle“ Projektes der Pinakothek der Moderne in München entstand für 2013 eine Rauminstallation für das Museum Mobile in Ingolstadt. 2014 wird Partenheimer der renommierte Audain Distinguished Residency Award der Emily Carr University for Art+Design in Vancouver verliehen. Im gleichen Jahr eröffnen umfangreiche Übersichtsausstellungen unter dem Titel „Das Archiv-The Archive“ in der Pinakothek der Moderne, München; den Deichtorhallen-Sammlung Falckenberg, Hamburg; dem Gemeentemuseum Den Haag und der Contemporary Art Gallery in Vancouver. Partenheimer lebt und arbeitet in München und in Italien.

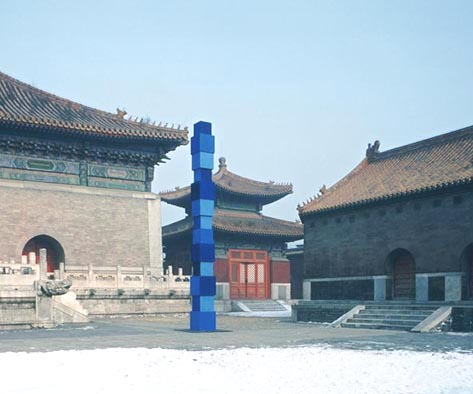
Jürgen Partenheimer, China National Museum of Fine Art, Beijing, „Weltachse“, Kaiserliches Staatsarchiv (Verbotene Stadt), Beijing, 2000

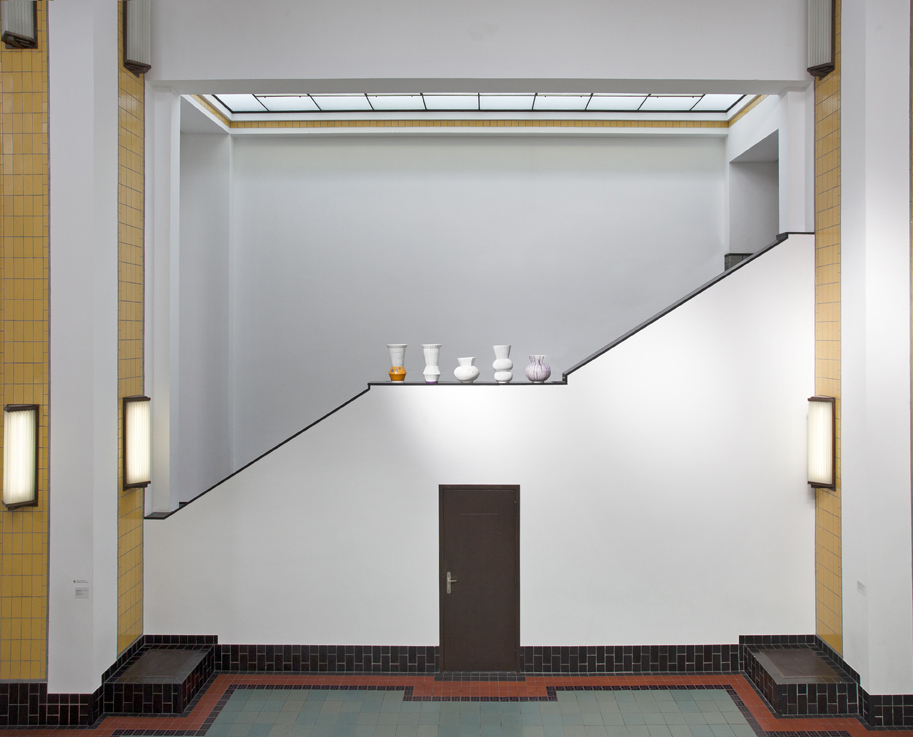
Jürgen Partenheimer, Gemeentemuseum, Den Haag

## Ausstellungen

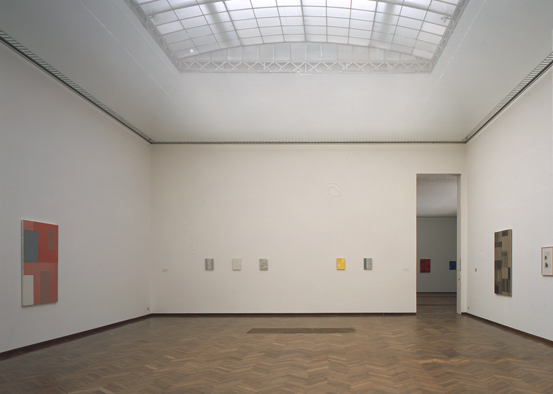
Jürgen Partenheimer, Stedelijk Museum Amsterdam, 1997

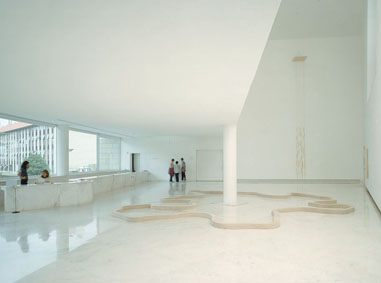
Jürgen Partenheimer, Centro Gallego de Arte Contemporaneo, CGAC, Santiago de Compostela, 1999

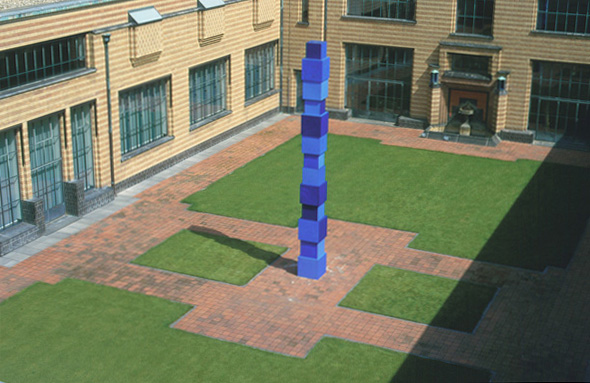
Jürgen Partenheimer, Gemeentemuseum Den Haag, 2000

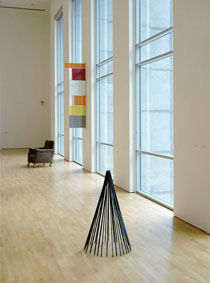
Jürgen Partenheimer, Stedelijk Museum voor Actuele Kunst, S.M.A.K. Gent, 2002

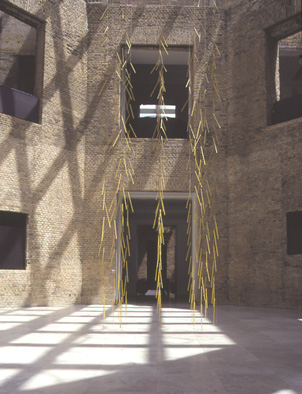
Jürgen Partenheimer, Pinacoteca do Estado de Sao Paulo, 2004

- 1979: Richard Demarco Gallery, Edinburgh. „Vom Bild zum Gedankenbild“
- 1980: Kunsthalle Düsseldorf. „Was sind Sie denn von Beruf?“ (Kat.)
- 1980: XI. Biennale Paris, Musée d’Art Moderne de la Ville de Paris (Kat.)
- 1981: XVI. Biennale São Paulo, Nukleus I (Kat.)
- 1981: Stichting De Appel, Amsterdam
- 1982: Franklin Furnace, New York, „Drawings and Books“
- 1982: Artists Space, New York
- 1982: Articule Gallery, Montréal, Kanada, „Monument Morale“
- 1983: Kunstraum München, „Der Weg der Nashörner“ (Kat.)
- 1984: Westfälischer Kunstverein / Münster Overbeck-Gesellschaft / Lübeck „Der Ort des Bogens“ (Kat.)
- 1985: Nationalgalerie Berlin, „1945–1985 Kunst in der Bundesrepublik Deutschland“ (Kat.)
- 1986: XLII. Biennale Venedig, Settore Arte Visivi (Kat.)
- 1988: Nationalgalerie Berlin, „Verwandlung-Heimkehr“ (Kat.)
- 1989: Fundació Juan Miró, Barcelona, I Triennale der Zeichnung (Kat.)
- 1989: Schloss Morsbroich; Kunstmuseum Düsseldorf; Kunstmuseum St. Gallen (Kat.)
- 1990: Hamburger Kunsthalle „Vasts Apart“ (Kat.)
- 1993: Gemeentemuseum Den Haag, „Horos“ (Kat.)
- 1994: Staatliche Graphische Sammlung München; Kunstmuseum Bonn (Kat.)
- 1997: Stedelijk Museum Amsterdam, „Cantos“ (Kat.)
- 1998: IVAM Centre Julio Gonzalez, Valencia (Kat.)
- 1998: Staatliche Kunsthalle Karlsruhe (Kat.)
- 1998: Contemporary Art Museum, Tampa, Florida (Kat.)
- 1999: CGAC Centro Galego de Arte Contemporanea, Santiago de Compostela (Kat.)
- 2000: National Museum of Fine Arts, Peking (Kat.)
- 2002: Stedelijk Museum voor Actuele Kunst (S.M.A.K.), Gent (Kat.)
- 2004: Pinacoteca Do Estado, São Paulo, Brasilien, „Suave Locoura“ (Kat.)
- 2004: Museum am Ostwall, Dortmund, „Gentle Madness“ (Kat.)
- 2004: Royal Hibernian Academy, Dublin (Kat.)
- 2005: Villa Massimo, Rome, Italy, „Roman Diary“ (cat.)
- 2005: SLUB Dresden, „Künstlerbücher / Artists books“ (Kat.)
- 2006: Staatliche Kunsthalle Karlsruhe (Kat.)
- 2007: Pinacoteca Do Estado, São Paulo, Brazil, „Copan-Diario Paulistano“ (cat.)
- 2007: Nietzsche-Haus, Sils-Maria, Schweiz (Kat.)
- 2008: IKON Gallery Birmingham, „discontinuity, paradox & precision“ (Kat.)
- 2008: Kunstmuseum Bonn (cat.)
- 2009: Museum Chasa Jaura, Valchava „mimesis“ (Kat.)
- 2009: Kunsthalle zu Kiel, „Xenia“
- 2014: „Das Archiv“, Pinakothek der Moderne, München
- 2014: „Le Bouleau Volant“, Sammlung Falckenberg, Hamburg
- 2014: „Het Archief“, Gemeentemuseum Den Haag
- 2014: Contemporary Art Gallery, Vancouver „The Archive – The Raven Diaries“ (cat.)
- 2014: „Jürgen Partenheimer: Das Archiv – Le Bouleau Volant.“ Deichtorhallen, Hamburg.[2]
- 2014: Jürgen Partenheimer. Gemeentemuseum Den Haag[3]
- 2015: Musée Ariana, Genf, Genève, Geneva etc. „Jürgen Partenheimer: Calliope“ (cat.)
- 2017: White Cube, London, Jürgen Partenheimer, Lichtschwarm (cat.)[4][5]
- 2024: Jürgen Partenheimer. Der Schein der Dinge. Künstlerbücher 1970–2023, Kunst- und Museumsbibliothek der Stadt Köln

## Preise, Stipendien, Gastprofessuren und Ehrungen
- 1970: Columbus Stipendium, USA
- 1972: Artist in Residence, Museo de Arte Abstracto Español, Cuenca
- 1973: Harlan Grant – Guadalajara, Mexiko
- 1982: Förderpreis des Landes Nordrhein-Westfalen für Bildende Kunst
- 1982: NEA Grant, National Endowment for the Arts, New York
- 1982: Canada Council Grant for Foreign Visiting Artists, Montréal
- 1983: Artist in Residence ARTELEKU, „La caida del humo“, Institute for Contemporary Art, San Sebastian
- 1983: Gastprofessur am San Francisco Art Institute, San Francisco
- 1985: Distinguished Visiting Professor, University of California, Davis
- 1987: Artist in Residence am Fine Arts Work Center, Provincetown, Mass. USA
- 1987: Gastprofessur an der Rijksakademie van beeldende kunsten, Amsterdam
- 1990: Artist in Residence, „Giant Wall“, Limestone Press, San Francisco
- 1991: Gastprofessur am Royal College of Art, Edinburgh
- 1995: Preis der Kunstkritik, Madrid
- 1997: Artist in Residence, Institute for Research in Art, Graphicstudio, Tampa, Florida
- 1997: Artist in Residence, „Borderlines“, Garner Tullis Studio, New York
- 1999 Artist in Residence, CGAC, Santiago de Compostela
- 2002: Artist in Residence, „A la rêveuse matière“, Ergo Pers, Gent
- 2003: Ehrengast der Villa Massimo, Rom
- 2004: Preis für Bildende Kunst, Kulturstiftung Dortmund
- 2004: Bundesverdienstkreuz Erster Klasse der Bundesrepublik Deutschland
- 2005: Artist in Residence, Copan, EXO experimental, São Paulo
- 2006: Artist in Residence, Nietzsche-Haus, Sils-Maria
- 2008–2009: Visiting Artist, RISD, Rhode Island School of Design, Providence, RI
- 2009: Visiting Artist, Williams College, Williamstown, MA
- 2011: NIROX Residency Award, Johannesburg, SA
- 2011: Visiting Artist, WITS School of Art, University of Johannesburg
- 2011: Artist in Residence, „Seeds and Tracks & Folded Spirits“, The Artist’s Press, White River, SA
- 2014: Audain Distinguished Residency Award, Emily Carr University of Art + Design, Vancouver